# Color in Your Life
Color in Your Life è il terzo album in studio del gruppo new wave statunitense Missing Persons, pubblicato nel 1986.

## Tracce
1. Color in Your Life – 5:00
2. I Can't Think About Dancin' – 5:16
3. No Secrets – 4:29
4. Flash Of Love – 4:15
5. Go Against the Flow – 5:54
6. Boy I Say to You – 4:38
7. Come Back for More – 3:41
8. Face to Face – 3:33
9. We Don't Know Love At All – 5:02

## Formazione
- Dale Bozzio – voce
- Terry Bozzio – voce, synth, batteria, percussioni
- Warren Cuccurullo – chitarra, voce
- Patrick O'Hearn – basso, synth, voce